# Derby (Nuevo Brunswick)
Derby es una parroquia canadiense situada en la provincia de Nuevo Brunswick.

## Superficie
Derby tiene una superficie de 61 km².

## Demografía
En 2021, tenía 938 habitantes, una densidad poblacional de 15,4 hab./km², y 450 viviendas.